# Dagmar Damek
Dagmar Damek (* 14. Juni 1944 in Brieg, Niederschlesien) ist eine deutsche Film- und Fernsehregisseurin und Drehbuchautorin.

## Leben
Damek wuchs als Tochter eines Architekten in Augsburg auf. Nach dem Abitur studierte sie an der Universität von Paris (Sorbonne) zunächst zwei Semester Kunst und Literaturgeschichte, danach in Mainz Kunstgeschichte und Darstellende Kunst.
Von 1967 bis 1970 studierte sie an der Hochschule für Fernsehen und Film München und machte mit dem Diplomfilm Puzzlespiele ihren Abschluss als Regisseurin. Nach dem Studium war sie zunächst als Fernsehjournalistin tätig, drehte Dokumentationen und war Regieassistentin bei Hans W. Geißendörfer.
Seit 1974 ist Damek freiberufliche Regisseurin und Drehbuchautorin. Sie drehte hauptsächlich Fernsehfilme, häufig nach literarischen Vorlagen, sowie Episoden von Fernsehserien. Laut ihrer eigenen Website lebt Damek in München und ist seit 2011 an keinen neuen Filmprojekten mehr beteiligt.

## Filmografie
- 1975: Herbstzeitlosen (Drehbuch und Regie)
- 1975: Entscheidungen (Regie)
- 1977: Cécile (Drehbuch und Regie), nach dem gleichnamigen Roman von Theodor Fontane
- 1978: Geschichte einer Liebe (Drehbuch und Regie), nach der Erzählung April von Joseph Roth
- 1978: Angst (Drehbuch und Regie), nach der gleichnamigen Novelle von Stefan Zweig
- 1979: Miras Haus (Drehbuch und Regie)
- 1979: Auf halbem Weg (Drehbuch und Regie)
- 1979: St. Pauli-Landungsbrücken (Regie)
- 1980: Schlagzeile (Drehbuch und Regie)
- 1981: Aus der Franzosenzeit (Drehbuchbearbeitung und Regie), nach dem Roman Ut de Franzosentid von Fritz Reuter
- 1981: Schattenlinien (Drehbuch und Regie)
- 1982: Dr. Margarete Johnsohn (Regie), nach dem Stück Frau Dr. Johnsohn von Volker Elis Pilgrim
- 1983:	Das schöne Leben (Drehbuch und Regie), nach der gleichnamigen Erzählung von Alberto Moravia
- 1983: Hauptsache konsequent (Regie)
- 1983: Der Sandmann (Drehbuch und Regie), nach der gleichnamigen Erzählung von E. T. A. Hoffmann
- 1985: Nachtgelächter (Drehbuch und Regie), nach der Erzählung Alles von Ingeborg Bachmann
- 1985: Hoffnungsspuren – Vorsichtige Berührung (Regie)
- 1985: Die Frau mit den Karfunkelsteinen (Drehbuchbearbeitung und Regie), nach dem gleichnamigen Roman von E. Marlitt
- 1986: Das ganz helle Licht (Drehbuch und Regie), nach der Erzählung Der Schweißer von Ingeborg Bachmann
- 1987: Priester – Wir sind Utopia (Drehbuch und Regie), nach der Novelle Wir sind Utopia von Stefan Andres
- 1989: Roter Vogel (Drehbuch und Regie), nach einer Kurzgeschichte von Joyce Carol Oates
- 1989: Abgründe (Drehbuch und Regie)
- 1989: Wie du mir... (Drehbuch und Regie)
- 1990: Liebesgeschichten – Sascha und Daniel (Drehbuch und Regie)
- 1991: Spiel mit dem Feuer (Drehbuch und Regie), nach dem Roman L’Adultera von Theodor Fontane
- 1991: Zu zweit geht alles besser (Regie)
- 1993: Böses Blut (Regie)
- 1993:	Leporella (Drehbuch und Regie), nach der gleichnamigen Novelle von Stefan Zweig
- 1994: Gefangene Liebe (Regie)
- 1994: Ein Fall für zwei – Tod eines Künstlers (Regie)
- 1994: Ein Fall für zwei – Das fremde Herz (Regie)
- 1995: Anna – Im Banne des Bösen (Regie)
- 1995: Glück auf Raten (Regie)
- 1996: Die Geliebte – Lüge aus Liebe (Regie)
- 1996: Stockinger – Tod im Narzissenfeld (Regie)
- 1996: Stockinger – Das Geheimnis der Grimmler Fälle (Regie)
- 1997: Und plötzlich war alles anders (Drehbuchbearbeitung und Regie)
- 1998: Leben in Angst (Regie)
- 1998: Dr. Berg – Nur das Leben zählt (Drehbuchbearbeitung), nach dem Roman Der rostende Ruhm von Heinz G. Konsalik
- 1998: Natalie III – Babystrich online (Drehbuchbearbeitung und Regie)
- 1998: Sommergewitter (Regie)
- 1999: Die Sekretärin des Weihnachtsmanns (Regie)
- 2000: Fast ein Gentleman – Tierisch verliebt (Regie)
- 2000: Fast ein Gentleman – Geld ist nicht alles (Regie)
- 2000: Die blauen und die grauen Tage (Drehbuchbearbeitung und Regie)
- 2000: Vor Sonnenuntergang (Regie), nach dem gleichnamigen Stück von Gerhart Hauptmann
- 2001: Natalie 4 – Das Leben nach dem Babystrich (Drehbuch und Regie)
- 2001: Ein Geschenk der Liebe (Regie)
- 2002: Der Verehrer (Drehbuchbearbeitung und Regie), nach dem gleichnamigen Roman von Charlotte Link
- 2004: Der Vater meines Sohnes (Drehbuch und Regie), nach einer Geschichte von Charlotte Link
- 2005: Dem Himmel sei Dank (Drehbuch und Regie)
- 2005: Wen die Liebe trifft... (Regie)
- 2007: Der Mann im Heuhaufen (Regie), nach dem gleichnamigen Roman von Maeve Haran
- 2007: Der Zauber des Regenbogens (Drehbuchbearbeitung und Regie)
- 2008: Meine liebe Familie – Der Erbe (Drehbuch und Regie)
- 2008: Meine liebe Familie – Zeit für Veränderung (Drehbuch und Regie)
- 2011:	Die Schäferin (Drehbuchbearbeitung und Regie)